# Jorge Cori Tello
Jorge Cori Tello (ur. 30 lipca 1995) – peruwiański szachista, arcymistrz od 2010 roku.

## Kariera szachowa
W turniejach szachowych uczestniczy od 2002 roku. Od 2003 r. wielokrotnie reprezentował Peru na mistrzostwach świata i panamerykańskich juniorów w różnych kategoriach wiekowych, dwukrotnie zdobywając tytuły mistrza świata, w latach 2009 (Antalya, do 14 lat) oraz 2011 (Caldas Novas, do 16 lat), jak również brązowy medal w kategorii do 18 lat (Maribor 2012). Posiada również cztery złote medale mistrzostw państw panamerykańskich juniorów, które zdobył w latach 2005 (do 10 lat), 2006 (do 12 lat), 2008 (do 14 lat) oraz 2009 (do 18 lat).
Normy na tytuł arcymistrza wypełnił w 2009 r. podczas mistrzostw kontynentu amerykańskiego w São Paulo (wynik ten został zaliczony – zgodnie z przepisami – jako dwukrotne wypełnienie normy arcymistrzowskiej) oraz turnieju Magistral Internacional Duchamp w Buenos Aires (w którym zwyciężył wspólnie z Federico Perezem Ponsą). W dniu zdobycia ostatniej normy liczył dokładnie 14 lat oraz 2 miesiące i był wówczas najmłodszym na świecie zawodnikiem uprawnionym do otrzymania tytułu arcymistrza (który oficjalnie przyznany mu został podczas Kongresu Międzynarodowej Federacji Szachowej w kwietniu 2010 r. w Sofii).
Do innych jego indywidualnych sukcesów należą m.in. dz. II m. w Buenos Aires (2009, turniej Simon Bolivar Copa, za Federico Perezem Ponsą, wspólnie z m.in. Salvadorem Alonso), dz. I m. w Limie (2010, turniej III Open Jose Marca In Memoriam Premier, wspólnie z Julio Grandą Zuñigą), dz. I m. w Benasque (2014, wspólnie z m.in. Miguelem Illescasem Cordobą) oraz II m. w Linares (2014, mistrzostwa państw iberoamerykańskich, za Axelem Bachmannem Schiavo).
Najwyższy ranking w dotychczasowej karierze osiągnął 1 listopada 2018 r., z wynikiem 2689 punktów zajmował wówczas 1. miejsce wśród peruwiańskich szachistów.

## Życie prywatne
Wspólnie ze starszą dokładnie o dwa lata siostrą Deysi (ur. 2 lipca 1993), która również posiada tytuł arcymistrzyni (zdobyty w wieku 16 lat), tworzą jedno z najpopularniejszych współcześnie szachowych rodzeństw na świecie, zarówno z racji młodego wieku, w którym zdobyli tytuły arcymistrzowskie, jak i kraju pochodzenia, który nie posiada żadnych szachowych tradycji.